# Nikolaï Manassein
Nikolaï Alexandrovitch Manassein, né en 1834 et décédé le 16 septembre 1895, est un homme politique russe. Il fut sénateur, ministre de la Justice du 6 novembre 1885 au 1er janvier 1894.

## Biographie
Issu d'une famille noble de Kazan, Nikolaï Alexandrovitch Manassein poursuivit des études à l'école de Droit. En 1854, il fut nommé sénateur, en 1866 adjoint du procureur de l'arrondissement de Moscou. En 1870, nommé procureur au Palais de Justice de Moscou, directeur du département de la Justice en 1880. Le 6 novembre 1885, Alexandre III de Russie lui confia le portefeuille de ministre de la Justice. Lors de son accession au trône impérial Nicolas II de Russie le démit de ses fonctions.